# ベレンベルク銀行
ベレンベルク銀行（ドイツ語: Joh. Berenberg, Gossler & Co. KG, 英語: Berenberg Bank）は、ドイツ北部・ハンブルクに本社を置く投資銀行。世界で二番目に古い銀行で、閨閥も規模が相応である。創業一族（Berenberg family）はヴェルザー家などと姻戚である。
フランクフルト、デュッセルドルフ、ミュンヘン、シュトゥットガルトなどにも国内事務所を持つ。経営者のザイラー家はチューリッヒやジュネーブがホームグラウンドであった。戦後アメリカ資本が参加してから世界展開した。

## ザイラーからドレスナーまで
18世紀末にザイラー家（Seyler family）を共同経営者に迎えた。ザイラー家はリースタル（スイスバーゼルの隣）を起源とする国際金融家であり、ハンブルクでは政治家も兼ねた。ベレンベルク銀行は19世紀後半にハパックロイドの両前身企業とペテルブルク国際銀行の設立に参加した。後者については独露再保障条約を参照されたい。1889年に創業一族のヨハンは城をかまえて貴族となった。第一次世界大戦中は活動拠点がスイスに限られた。戦間期の1923年11月、年金市場へ参入、積極的に運用し業績を回復した。ヴァイマル共和政下ではダナート銀行と友好関係にあったが、1930年4月1日に見切りをつけた。翌年ダナート銀行へ委譲した部門（Joh. Berenberg, Gossler & Co.）は、ダナートが倒れドレスナー銀行へ吸収された。

## 戦前に回帰する国際金融市場
第二次世界大戦ではカール・ヴォルフと交渉し、フリッツ・ウォーバーグを解放した。戦後は銀行引受手形を使った戦間期の国際貿易を再構築した。1956年の重役にはカール・ブレッシング（Karl Blessing）が在籍した。彼はライヒスバンクでキャリアを積み、1939年4月ドイツ・ユニリーバ社長となっていた。1967年フィラデルフィア国法銀行（現ワコビア）とモントリオール銀行が、それぞれ10％ベレンベルクに参加し、ユーロダラー市場を活性化させた。1988年6月末、北ドイツ・ランデスバンク（Norddeutsche Landesbank）もARAGコンツェルン（ARAG SE）経由で10％資本参加してきた。1990年のドイツ再統一により東欧市場へ進出可能となった。そこで1994年、ドレスナー債券アナリストであったハンス＝ウォルター・ピーターズ（Hans-Walter Peters）がベレンベルクのマネージング・ディレクターとなった。そして保険業界からミューチュアル・ファンドのような機関投資家を呼び込んだ。これがリテールへ進出する足がかりとなり、ベレンベルクは今日の幅広い営業網を形成していった。
パナマ文書公表を契機とした捜査を受け、ベレンベルク・スイスが脱税幇助により400万ユーロの罰金を課された。